# Huis van de Toekomst (Nederland)
Het Huis van de Toekomst, een project van Chriet Titulaer, werd in de zomer van 1989 geopend op het Autotron te Rosmalen. Deze modelwoning was voorzien van zo'n 250 moderne toepassingen van slimme technologie, domotica genoemd, die mogelijk in de toekomst in huishoudens zou kunnen worden toegepast. Het Huis van de Toekomst bleef open tot 1996. Een deel van de toepassingen is na verloop van tijd ingeburgerd geraakt.
Het Huis van de toekomst had een eigentijds ontwerp, van de hand van architect Cees Dam. Het werd in juni 1989 geopend door toenmalig minister van VROM, Ed Nijpels. Het was bedoeld om mensen kennis te laten maken met nieuwe technologieën in de leefomgeving en hen hier bewuster over na te laten denken. Daarbij stond centraal hoe het gebruik van en interactie met een huis in de toekomst zou kunnen veranderen. Het huis was voorzien van de modernste bouwkundige en technologische innovaties, waaronder een centraal beveiligingssysteem centraal stofzuigersysteem, zonnecellen en verschillende toepassingen werden met spraakherkenning aangestuurd. Zo konden de bewoners ook telefonisch opdrachten aan de verschillende apparaten verstrekken als ze bijvoorbeeld onderweg naar huis waren. Om boodschappen te doen konden de bewoners bestellingen doen via de computer. Een belangrijke boodschap die het huis uitdroeg was dat de mensen, door de voortschrijdende technologie steeds minder werk te doen zouden hebben en daardoor meer van hun vrije tijd zouden kunnen genieten. Om het Huis te creëren zocht Titulaer contact met het bedrijfsleven om hen (en concurrerende bedrijven elkaar) uit te dagen om met ideeën voor nieuwe producten te komen.
De gedachte was dat het huis na zeven jaar weer gesloten zou worden. Na zeven jaar, zo was het idee, zou de getoonde technologie deels ingeburgerd moeten zijn. Op 1 januari 1996 werd het huis dan ook gesloten. In 1999 werd het verbouwd tot feestlocatie. Anno 2020 is het ingericht voor het houden van vergaderingen, congressen en productpresentaties. Het tot in 2020 nabijgelegen antislipcursuscentrum ontving hier haar cursisten.